# Nürnberger Ei (Dresden)
Das Nürnberger Ei in Dresden befindet sich in der Südvorstadt und ist eine ovale Verbreiterung, eingebettet in der Nürnberger Straße.

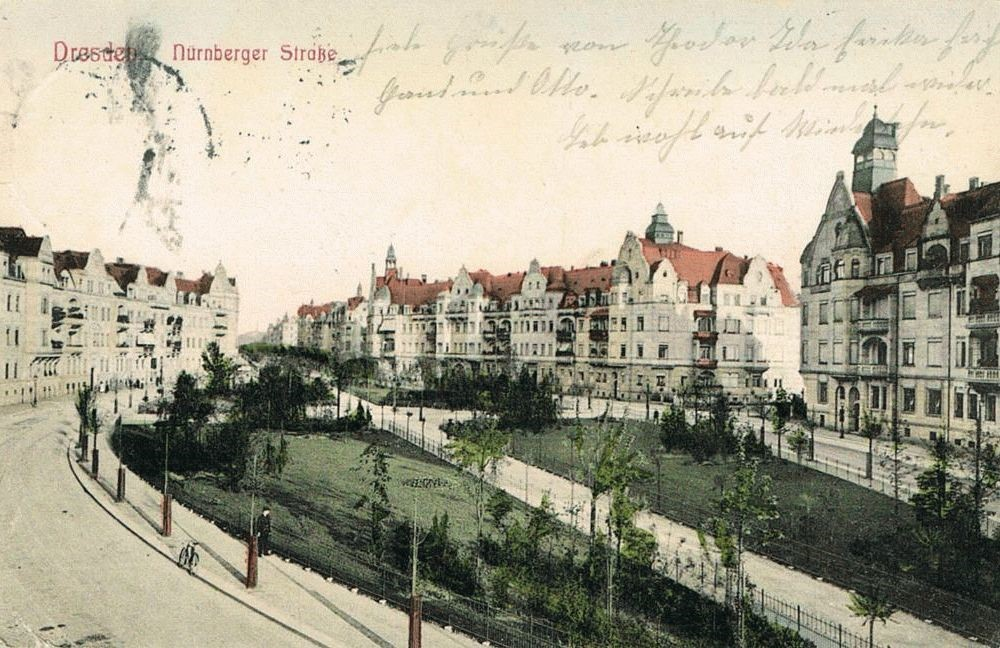
Ansichtskarte um 1908

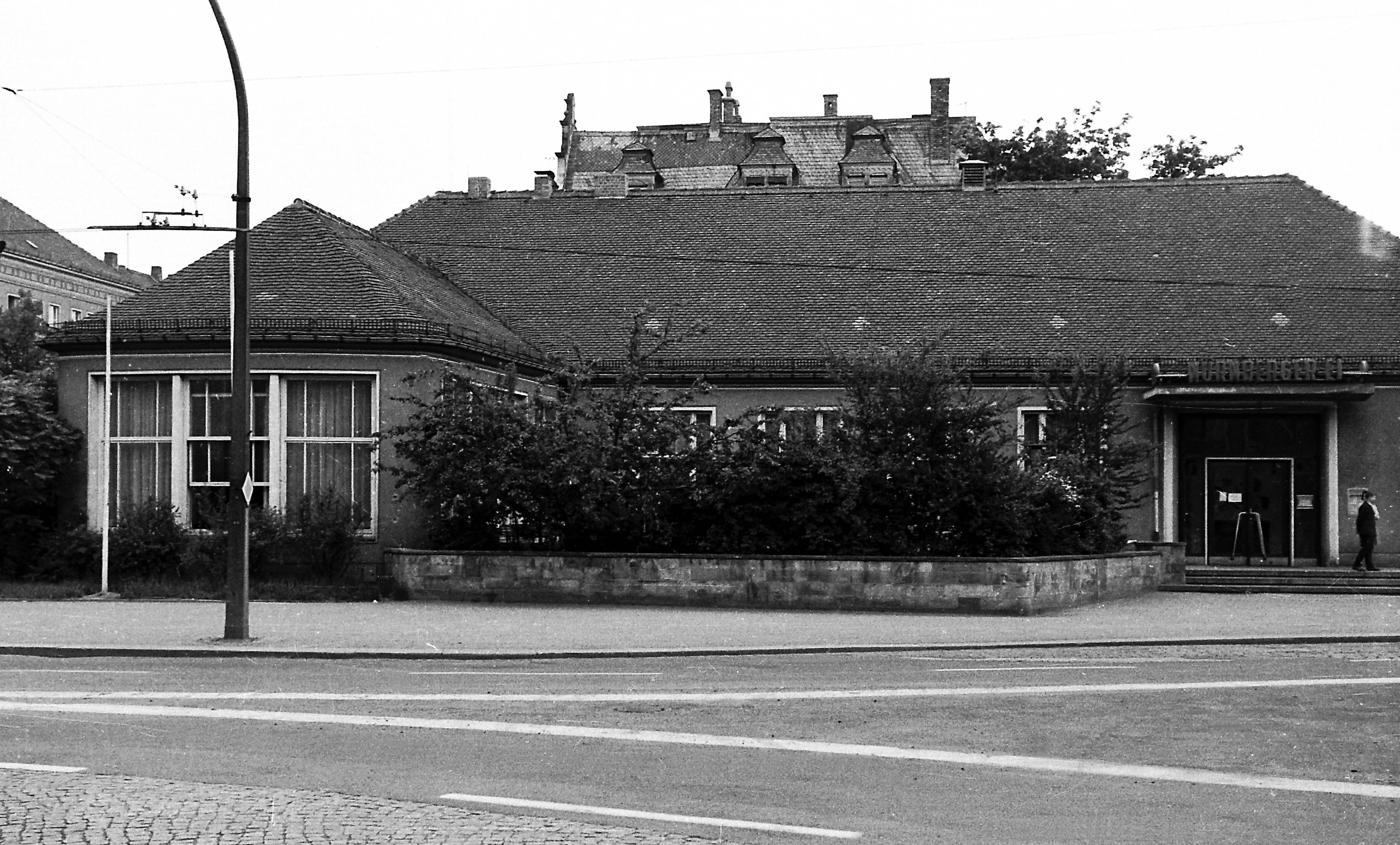
Gaststätte „Nürnberger Ei“ (abgerissen)

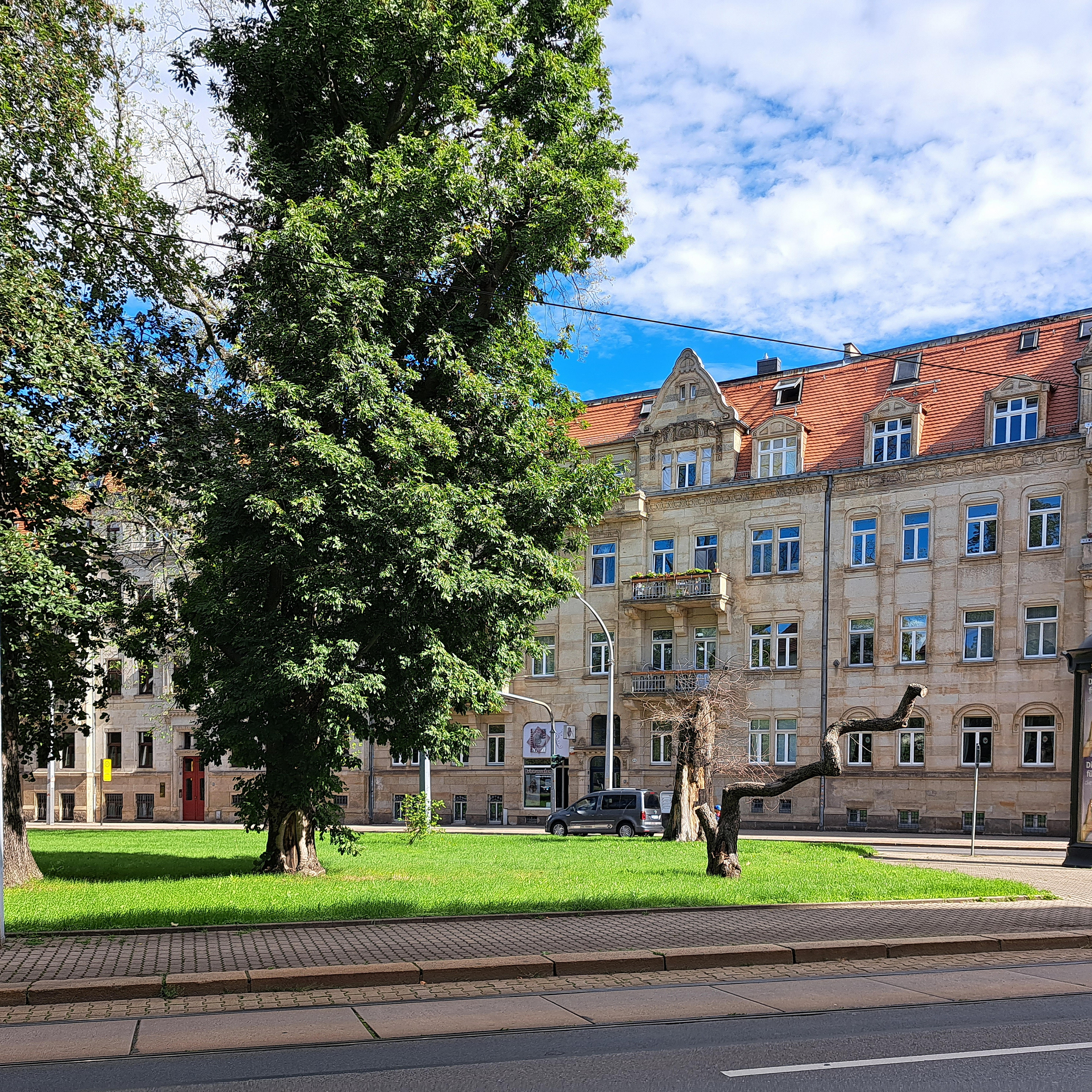
Nürnberger Straße östlich am Nürnberger Ei

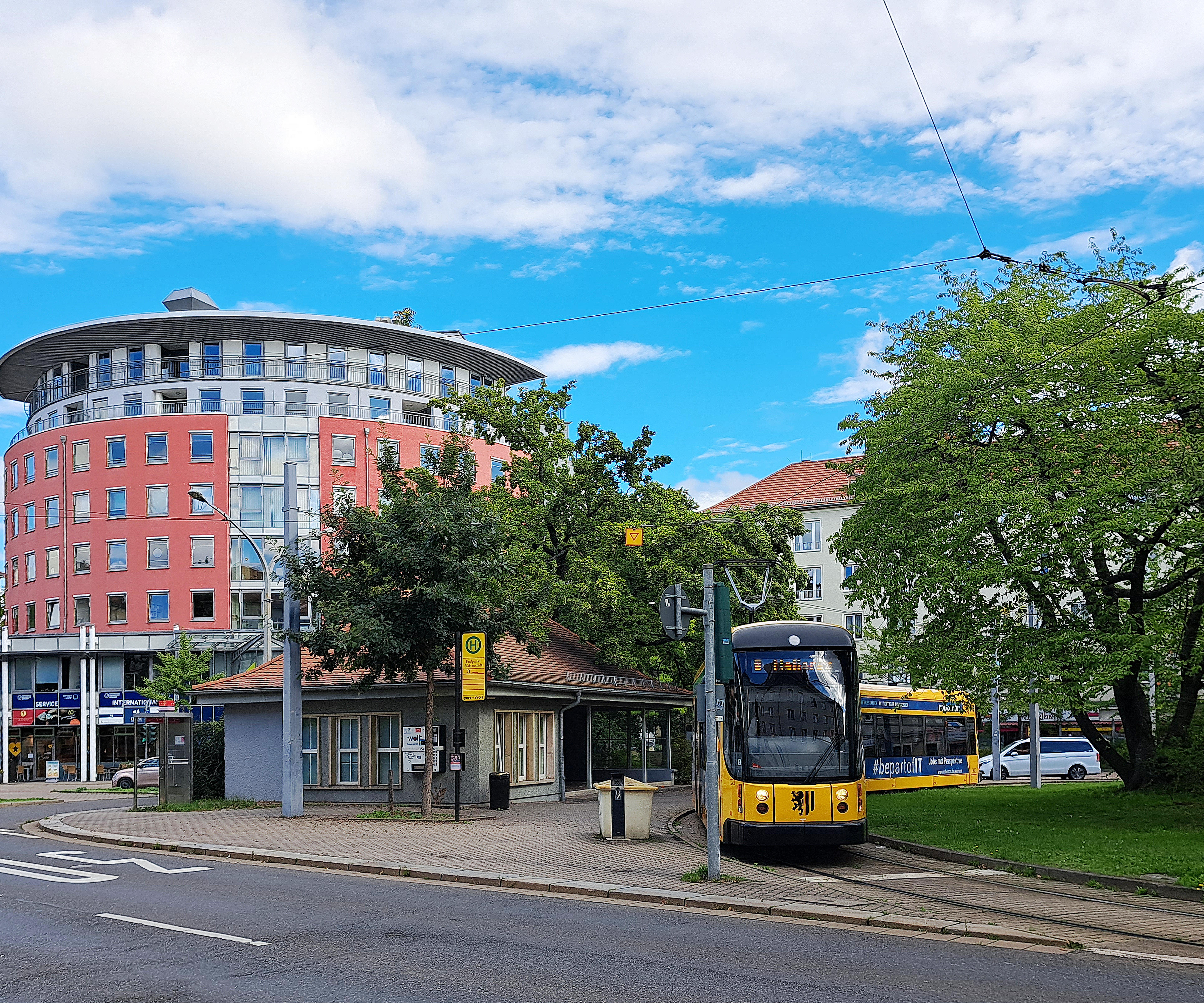
Eine Straßenbahn der Linie 8 an der Haltestelle „Südvorstadt“

## Lage
Die Nürnberger Straße verläuft oberhalb des Schweizer Viertels in Dresden und ist eine wichtige Straße der Südvorstadt. In den Jahren von 1900 bis 1912 entstanden in einer regen Bebauung Gebäudegruppen mit reichverzierten Sandsteinfassaden mit Elementen des Jugendstils. Die vier- bis fünf geschossigen Häuser bildeten in ihrer Einheit ein geschlossenes Ensemble. Zwischen der Hübnerstraße und Bernhardstraße verläuft die Nürnberger Straße auf dem Flur Altstadt, Flurstücknummer 1058, in einer ovalen Verbreiterung. Durch eine Baumbepflanzung entstand im Jahr 1908 ein Schmuckplatz, welcher 2013 in die Dresdner Denkmalliste, ID09304766, aufgenommen worden ist. Ein Schmuckplatz mit Wartehalle und eine Platzanlage mit spektakulärer Grundrissform (ovaler Grundriss), im Zusammenhang mit der Bebauung des Platzes angelegt und gestaltet, mit einer großen Zahl dendrologischer Besonderheiten aus der Entstehungszeit ausgestattet. In den 1950er Jahren umgestaltet mit einer im Jahr 1958 gebauten Wartehalle, von gartenkünstlerischer, wissenschaftlicher und städtebaulicher Bedeutung.

## Geschichte
Dieses Oval wurde vom Dresdner Stadtrat am 13. April 1899 so geplant für einen weiteren Kirchenbau in der Südvorstadt. Die Kirche, die evangelisch-lutherische Zionskirche wurde in der Folge jedoch an der Hohen Straße Ecke Nürnberger Straße errichtet. Ursprünglich verliefen gerade führende Wege, wie eine Fortführung der Straßenlage, über den ovalen Platz. Mit dem Bau der elektrischen Straßenbahn wurde auch die Nürnberger Straße erreicht. Im Jahr 1913, am 1. Oktober, fuhr die Linie 16 bis zur aufgeweiteten Verbreiterung auf der Nürnberger Straße. Dort befand sich eine Gleisschleife, welche eiförmig in die Grünanlage eingebettet verlief. Durch diese Form wurde von der Dresdner Bevölkerung der Name Nürnberger Ei geprägt. Die Gleisschleife wurde später im Radius erweitert, so dass auch Straßenbahnen mit größeren Radständen verkehren konnten. In der Folge blieb die Gleisschleife Endstation Südvorstadt bis heute erhalten und wird derzeit von der Straßenbahnlinie 8 bedient.
Im Jahr 1945 erfolgten die Luftangriffe auf Dresden und zerstörten auch die Bebauung am Nürnberger Ei. Von den 16 Jugendstilgebäuden blieben 10 beschädigt erhalten und konnten bis 1960 wieder instand gesetzt werden. Schon Ende der 1940er Jahre befuhr die Dresdner Trümmerbahn aus der Innenstadt kommend die Südvorstadt in diesem Bereich. Die direkte Enttrümmerung am Nürnberger Ei begann erst Ende 1951 und war im August 1952 im Wesentlichen abgeschlossen.
In der Zeit von 1954 bis 1958 erfolgte ein Wiederaufbau der beräumten Trümmerflächen am Nürnberger Ei. Es wurde eine siedlungähnliche Bebauung errichtet, die sich gestalterisch an der Altmarkt-Bebauung der 1950er-Jahre orientiert. Von den Architekten H. Schneider und A. Patitz wurden in einem Sonderbauprogramm für hauptsächlich Werktätige des Wismutbergbaues mit einem Volumen von 1500 Wohnungseinheiten entworfen. Die Gebäude vom Wohnungstyp 53/5 waren in traditioneller Ziegelbauweise, meist mit aus Trümmern geborgenes Altmaterial, errichtet worden. Sie sind mit Kunststein-Putzfassaden mit Sgrafitoverzierungen und Walmdach dem neuen Dresdner Baustil, dem Sozialistischen Klassizismus, angepasst. Die Erdgeschoßbereiche sind für Geschäfte eingerichtet worden. So finden hier Läden für Bücher, Schreibwaren, Büro- und Computerausstattung, Lebensmitteln, Blumen, Obst- und Gemüse, Drogerieartikeln, Fotoausrüstung, Schmuckwaren, Uhren, Modeartikel, Geschenken, Apotheke, Hörakustiker, Postdienste, Arztpraxen, Friseur, Reisebüro sowie Dienstleistungen und Gastronomie, Wohngebietsgaststätte am Nürnberger Ei ihr Domizil. Das Nürnberger Ei entwickelte sich zu einem Einkaufsschwerpunkt in der Südvorstadt.
Die Wohngebietsgaststätte Nürnberger Ei wurde zwischen 1994 und 1996 durch einen Wohn- und Geschäftsneubau mit ovalem Grundriss ersetzt. Inzwischen kümmert sich ein gleichnamiger Verein um die aktuellen und geschichtlichen Bedürfnisse.

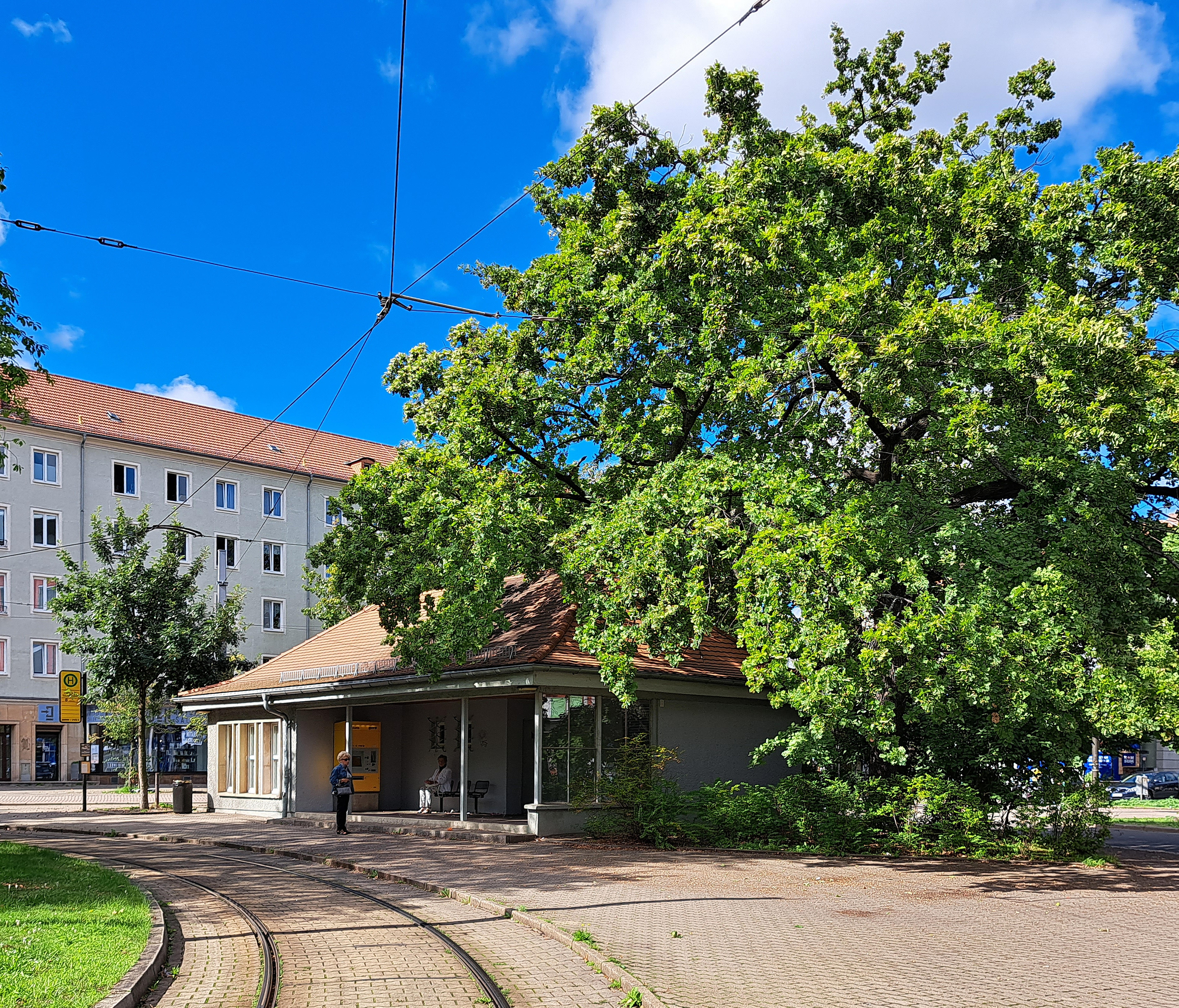
Endhaltestelle mit Wartehäuschen
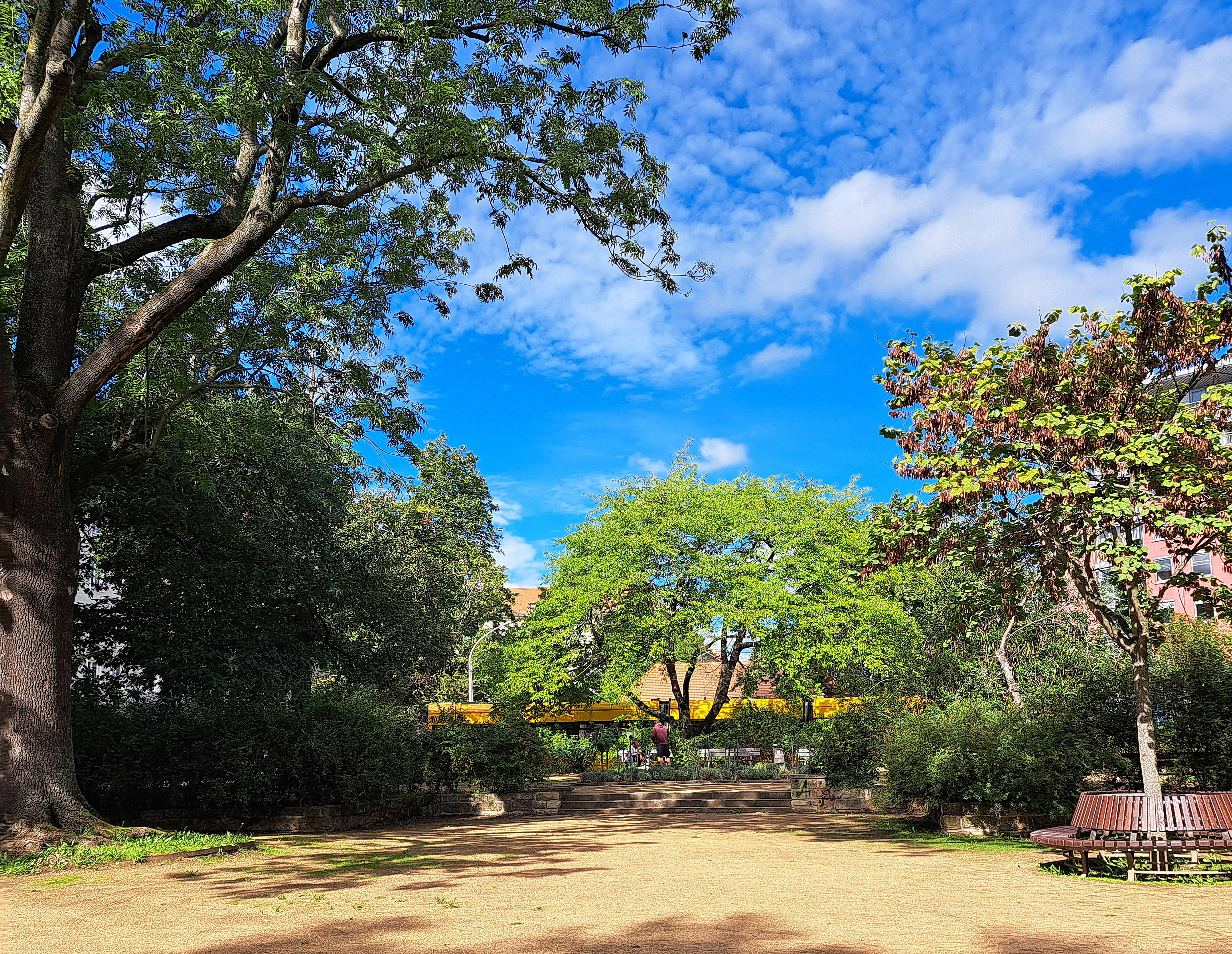
Westlicher Teil
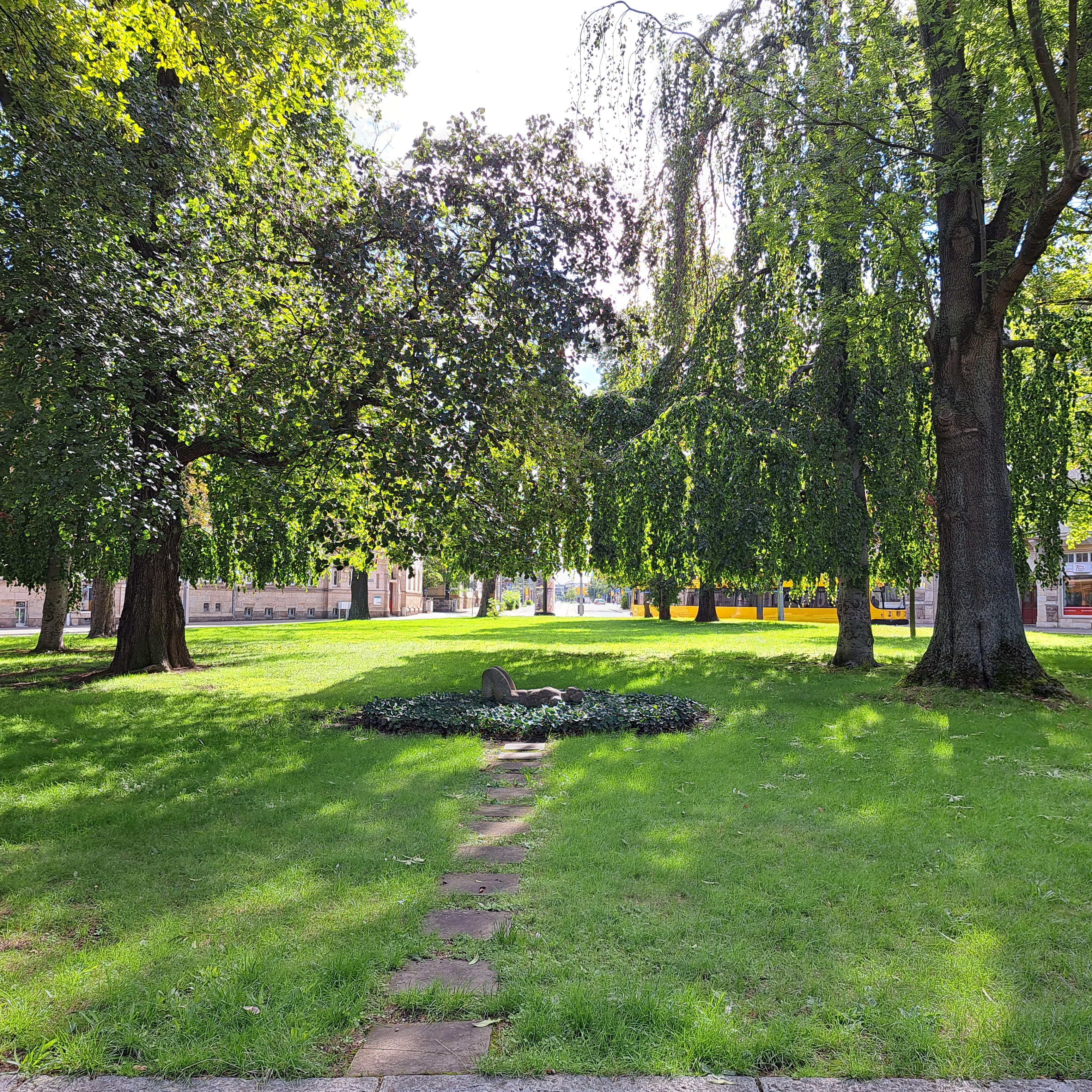
Östlicher Teil
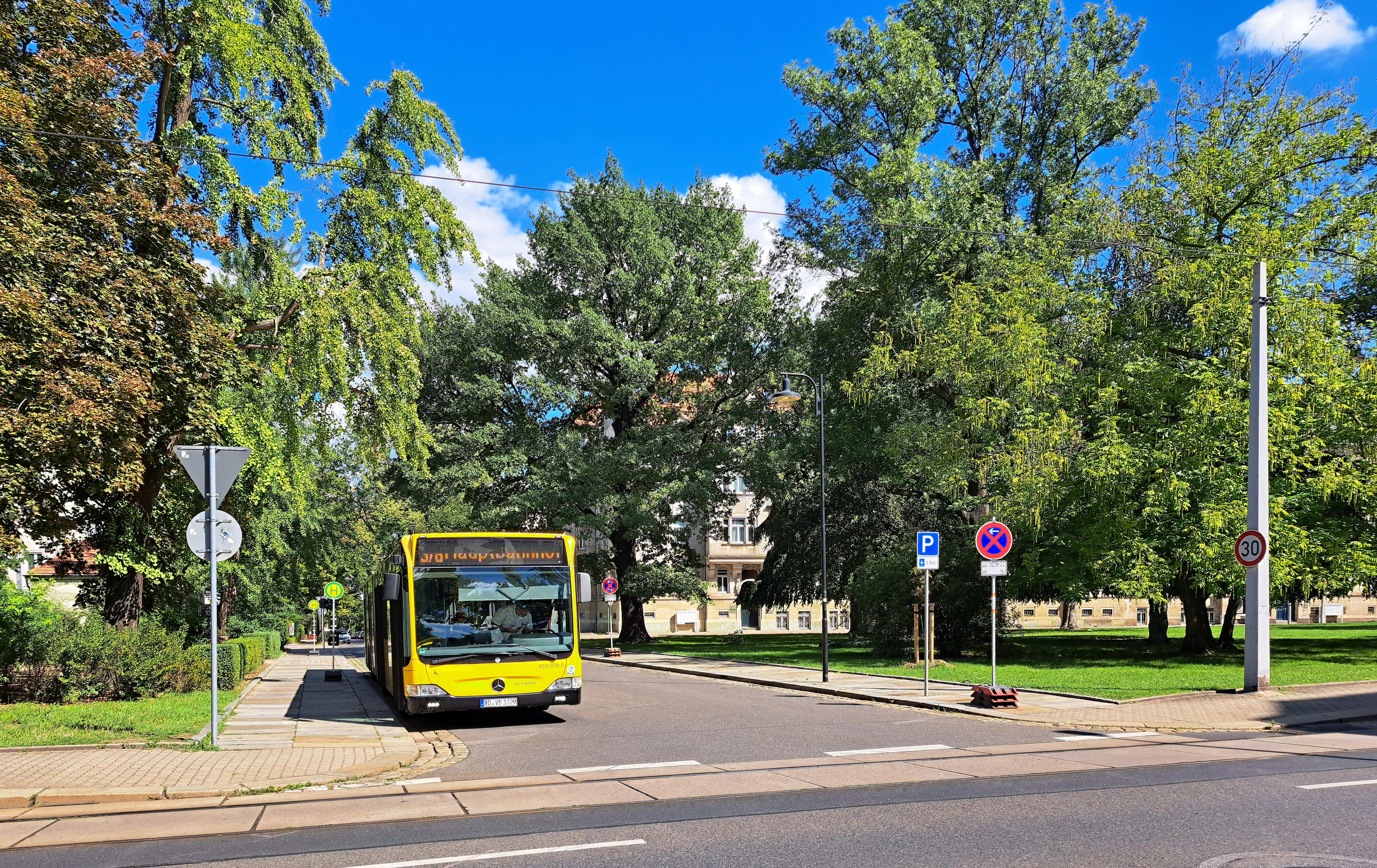
Liebigstraße
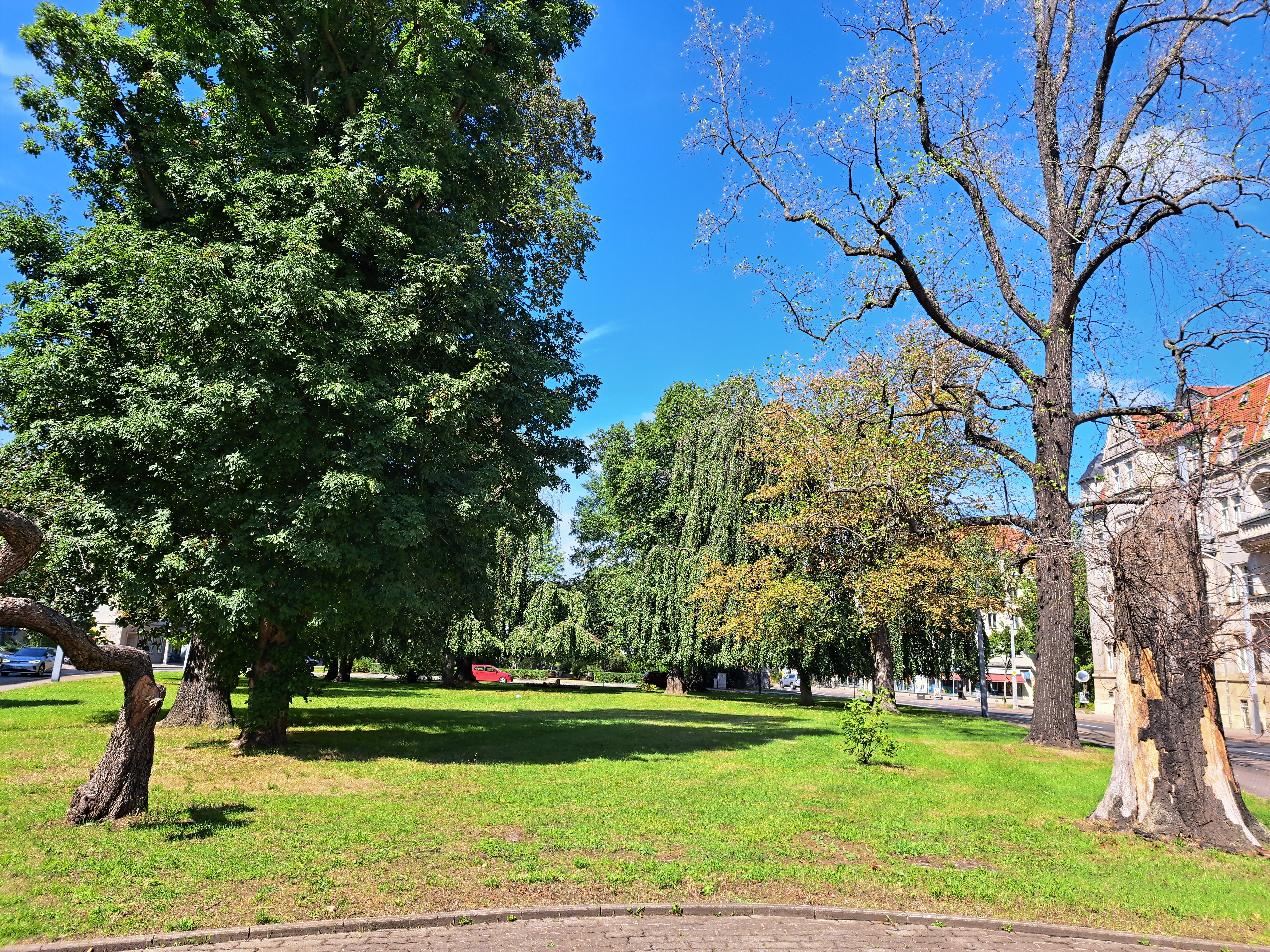
Blick zum Nürnberger Ei
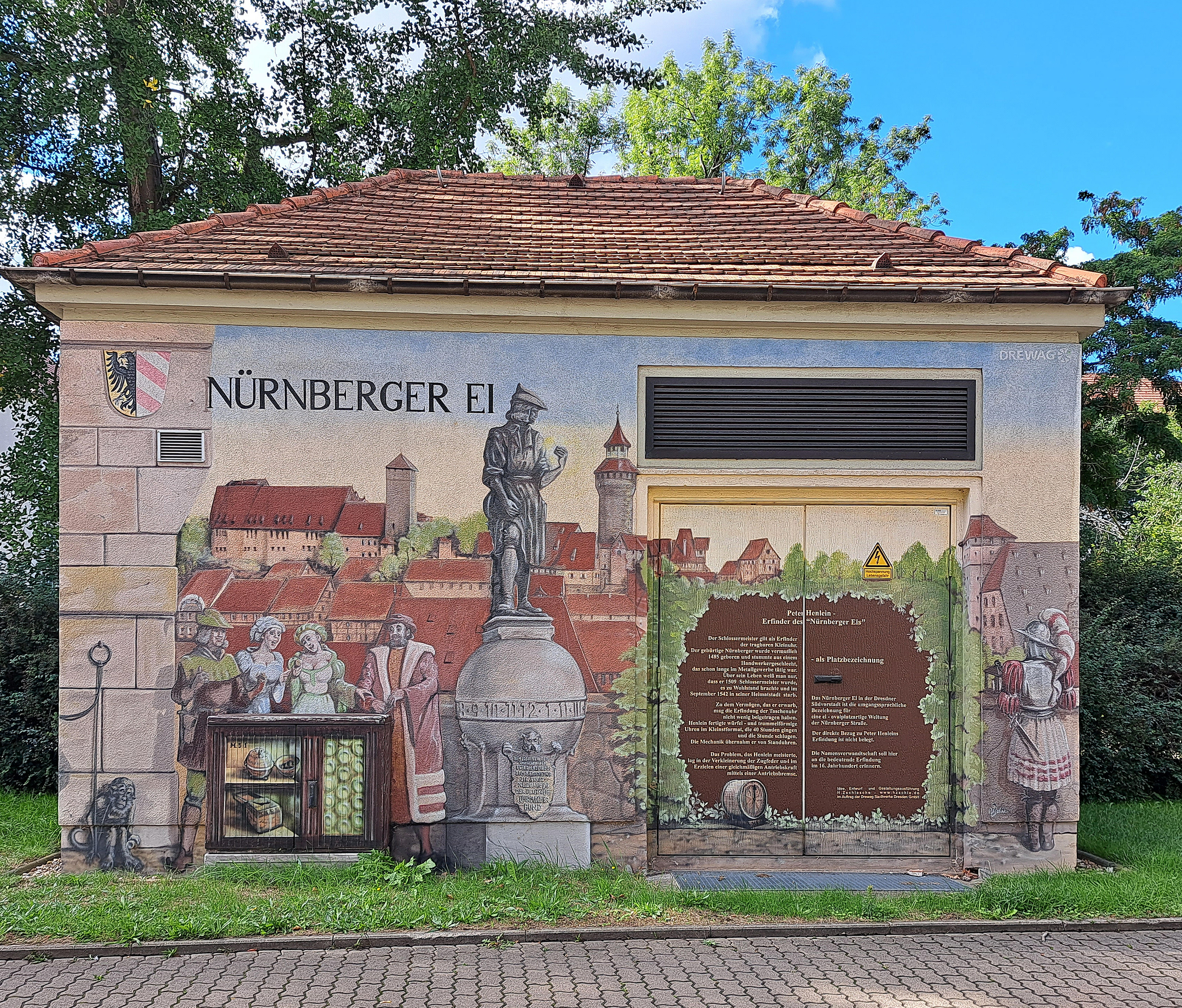
Trafostation

## Baumbestand am Nürnberger Ei
Bereits um 1908 erfolgten umfangreiche Baumbepflanzungen in dem parkähnlichen Oval. Die errichtete Gleisschleife umrahmt den somit entstandenen Schmuckplatz. Im Jahr 1958 entstand im westlichen Teil ein Wartehäuschen am Endpunkt der Straßenbahn, Angepasst an den Stil des Sozialistischen Klassizismus. Nunmehr konnten die Beschäftigten ihre Pausen der Auffrischung und Erholung nutzen. Gleichzeitig wurde das Nürnberger Ei umgestaltet. Wobei der Baumbestand erhalten blieb. Westlich wurden Rosenbeete angelegt und Bänke aufgestellt. Auf der östlichen Seite installierte man eine Sandsteinfigur der Dresdner Bildhauers Christian Schulze, die Kleine Liegende.

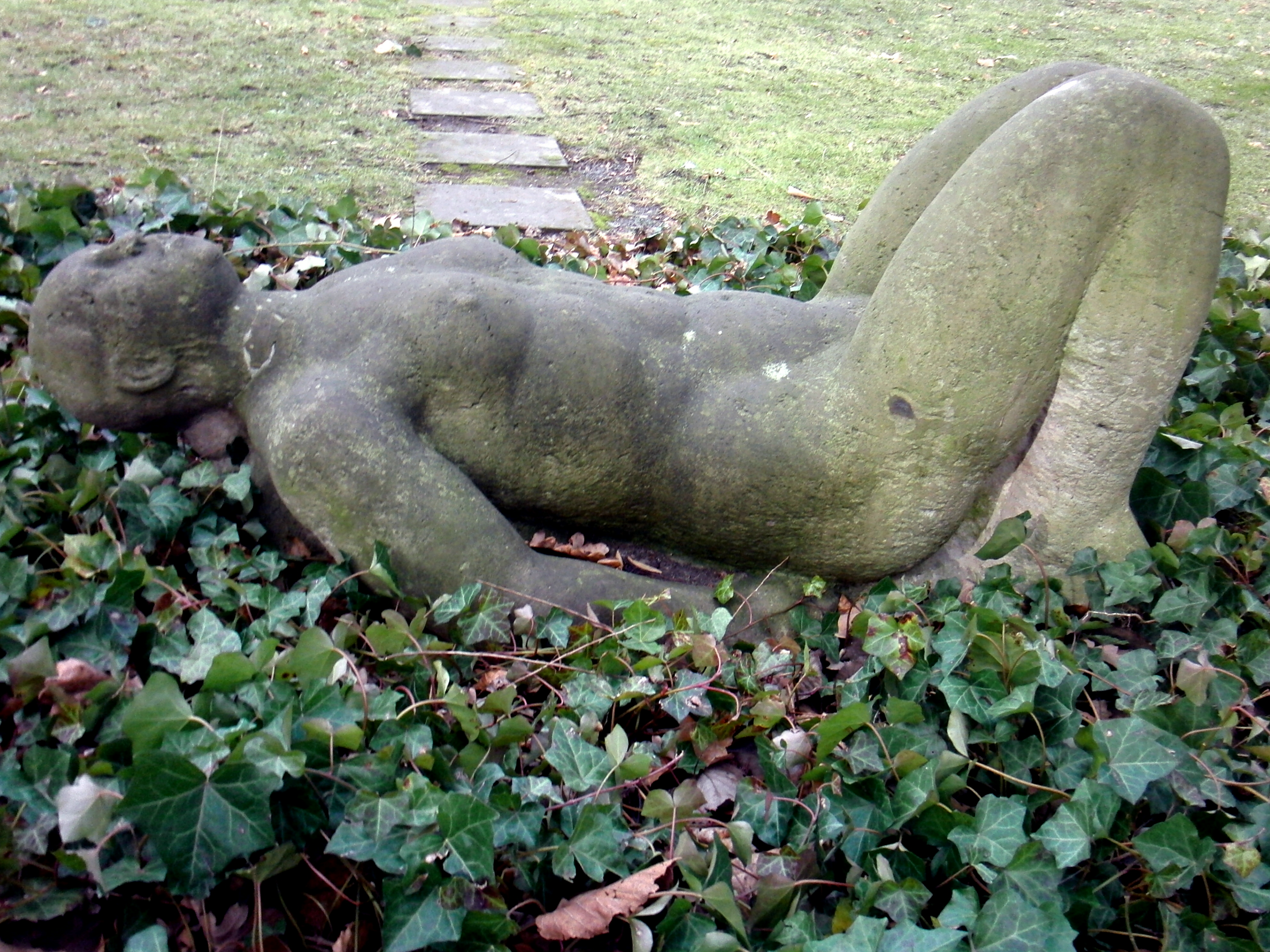
Kleine Liegende

Die besonderen Wuchsformen, Ausprägungen und Verwachsungen unterschiedlichster Bäume und Gehölzen vorzufinden. Der Baumbestand besteht aus folgenden dendrologischen Gehölzen:
- Acer plat.'Cleveland' (Spitz-Ahorn 'Cleveland')
- Acer platanoides (Spitz-Ahorn)
- Acer pseudoplatanus (Berg-Ahorn)
- Alnus glutinosa (Schwarz-Erle)
- Cercis siliquastrum (Gewöhnlicher Judasbaum)
- Crataegus species (Weißdorn)
- Fagus sylv.'Pendula' (Trauer-Buche)
- Fraxinus excelsior (Gewöhnliche Esche)
- Fraxinus ornus (Blumen-Esche)
- Ginkgo biloba (Ginkgo)
- Prunus avium (Süß-Kirsche, Vogel-Kirsche)
- Pterocarya fraxinifolia (Kaukasische Flügelnuss)
- Quercus palustris (Sumpf-Eiche)
- Quercus robur (Gewöhnliche Stiel-Eiche)
- Quercus rubra (Amerikanische Rot-Eiche)
- Robinia pseud.'Tortuosa' (Schrauben Robinie)
- Sorbus latifolia (Breitblättrige Mehlbeere)
- Tilia cordata (Winter-Linde)
- Tilia species (Linde)
- Tilia x vulgaris (Holländische Linde)
- +Liriodendron tulipifera (Amerikanischer Tulpenbaum), 2020 abgestorben
- +Malus baccata (Beeren-Apfel), 2020 abgestorben.[6]